# Mevesglanzstar
Der Mevesglanzstar (Lamprotornis mevesii) aus der Gattung der Eigentlichen Glanzstare (Lamprotornis) ist ein im südlichen Afrika verbreiteter Sperlingsvogel aus der Familie der Stare (Sturnidae). Sein stark glänzendes irisierendes Federkleid und der lange, gestufte Schwanz, der etwa 40 Prozent der Körperlänge ausmacht, sind seine auffälligsten Merkmale. Er lebt in zwei im allopatrischen Sinne klar voneinander abgegrenzten Gebieten vom Nordwesten Namibias bis ins nordöstliche Südafrika. Die Art bevorzugt dünn bewaldete Gebiete entlang von Flusstälern und ernährt sich von verschiedenen Insekten und Früchten. Der Mevesglanzstar wird in drei Unterarten eingeteilt.

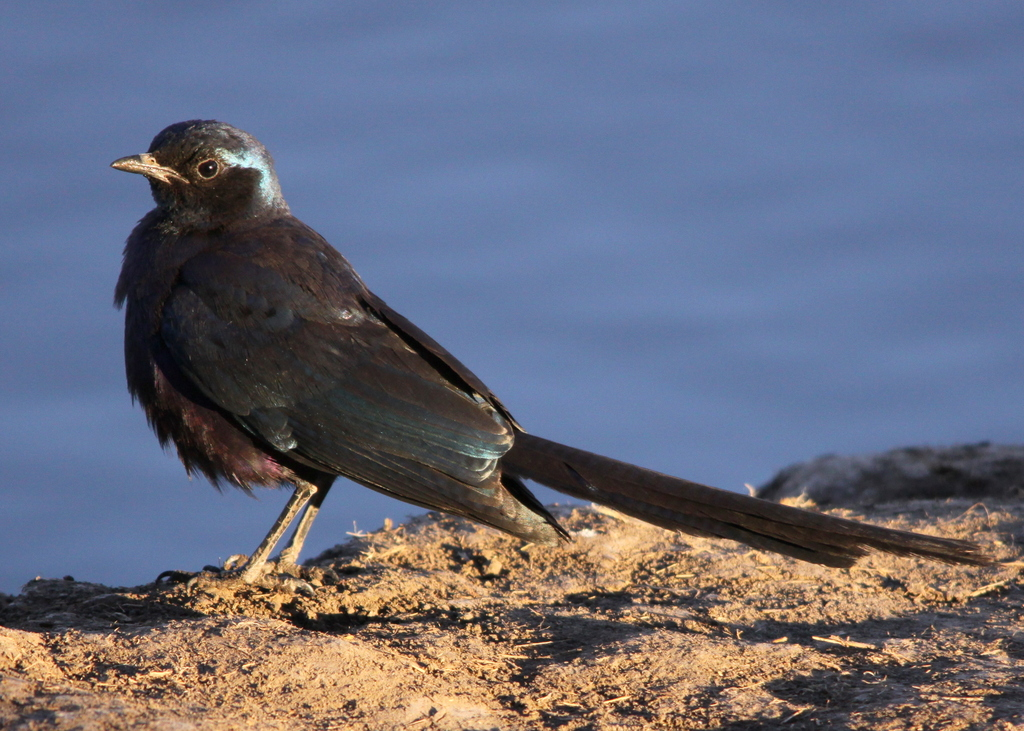
Immaturer Mevesglanzstar

## Merkmale

### Körperbau und Gefieder
Der adulte Mevesglanzstar hat eine Größe von etwa 30 cm und gehört damit zu den größeren Glanzstaren. Er hat ein Gewicht zwischen 56 und 77 g. Das Gefieder auf der Oberseite hat einheitlich stark irisierende metallisch glänzende Farben. Er besitzt sogenannte Strukturfedern, die ihre Farben ohne Pigmente durch Lichtbrechung hervorrufen. Der besondere Glanz wird durch die in der Struktur der Federn eingebundenen Melanosome, die unter einer Keratinschicht liegen, hervorgerufen. Das Besondere dieser Melanosome sind ihre plättchenartige und innen hohle Form. Die Plättchen sind einfach, vielfach geschichtet oder alternierend (wechselweise) angeordnet. Kopfgefieder, Nacken und Halsseiten sind blau-grün mit einigen übertönenden violetten Farbtönen. Die Ohrdecken sind dunkel bis schwarz gefärbt, oft mit leichtem violettem oder blau-grünem Glanz. Der Rücken ist meist in violetten Farbtönen gehalten. Flügel und Schwanzdecken, die auch als Mantel bezeichnet werden, sind ebenso in blau-grünen und violett glänzenden Farben. Die Flügel sind an den Enden abgerundet. Dadurch lässt sich Lamprotornis mevesii gegenüber Lamprotornis australis besser abgrenzen. Die Steuerfedern sind dunkel gebändert und stark gestuft, wobei die zentralen Schwanzfedern rund 60 Prozent länger als die äußersten sind. Der Bürzel ist bronzefarben. Beine und Schnabel sind schwarz. Die Jungvögel haben eine matte schwarze Unterseite. Durch die drei Unterarten des Mevesglanzstars fällt die Farbgebung jeweils unterschiedlich aus. So kommt Lamprotornis mevesii violacior in deutlich stärker ausgeprägten Violetttönen vor. Bei Lamprotornis mevesii benguelensis entsprechen Größe und Struktur den beiden anderen Unterarten. Sein Federkleid ist jedoch augenscheinlich unterschiedlich. So fallen die Farben im Kopfbereich deutlich mehr bronze-grünlich aus ebenso wie der Bürzel mit seinem violetten Rand, wohingegen der Schulterbereich und Schwanz kupferfarbener ausfallen. Kinn und Brust sind in violetten Farbtönen gehalten.

### Augen
Die Iris der Augen ist dunkelbraun. Wie die meisten Vogelarten, außer den nachtaktiven Vögeln, sehen die   Mevesglanzstare ihre Umwelt anders als wir Menschen. Im Gegensatz zum Menschen hat der Star für das Farbsehen vier und nicht nur drei Fotorezeptortypen (auch Sehzellen genannt) auf der Retina (Netzhaut). Neben den für das Schwarz-Weiß-Sehen zuständigen dünneren stäbchenförmigen Rezeptoren, sind vier zapfenförmige Rezeptortypen für die Wahrnehmung bei den Staren zuständig (tetrachromatisches Sehen). Drei der vier zapfenförmigen Rezeptortypen sind für den in vom Menschen sichtbaren Bereich des Lichtes (trichromatisches Sehen) zuständig, welche die drei Grundfarben rot, grün und blau sichtbar machen. Der vierte Rezeptor ist für die Wahrnehmungen im Bereich des ultravioletten Lichtes verantwortlich, welches für den  Menschen nicht sichtbar ist. Der Lichteinfall regt die verschiedenen Rezeptortypen innerhalb der stark gefalteten und mit unterschiedlich farbigen Öltröpfchen versehenen Membranen verschieden intensiv an. Auf die unterschiedlichen Wellenlängen des Lichtes reagieren die jeweils zuständigen Rezeptoren mehr oder weniger stark, so dass die unterschiedlichen Farben und Farbtöne wahrgenommen werden. Der gegenüber dem Menschen zusätzliche UV-Rezeptor lässt die Stare unsere Umwelt erheblich differenzierter bzw. anders wahrnehmen. So ist der Star in der Lage, mit Hilfe der UV-Rezeptoren Unterschiede bei den Artgenossen, den Reifegrad der Früchte oder Spuren, die wir nicht sehen, besser und einfacher zu erkennen.

### Lautäußerungen
Der Gesang der Art klingt wie ein schrilles, krächzendes „eirrrr-eirrrr-eirrrr“, bei Alarm ist es ein hartes „zsac“.

## Lebensraum und Verbreitung

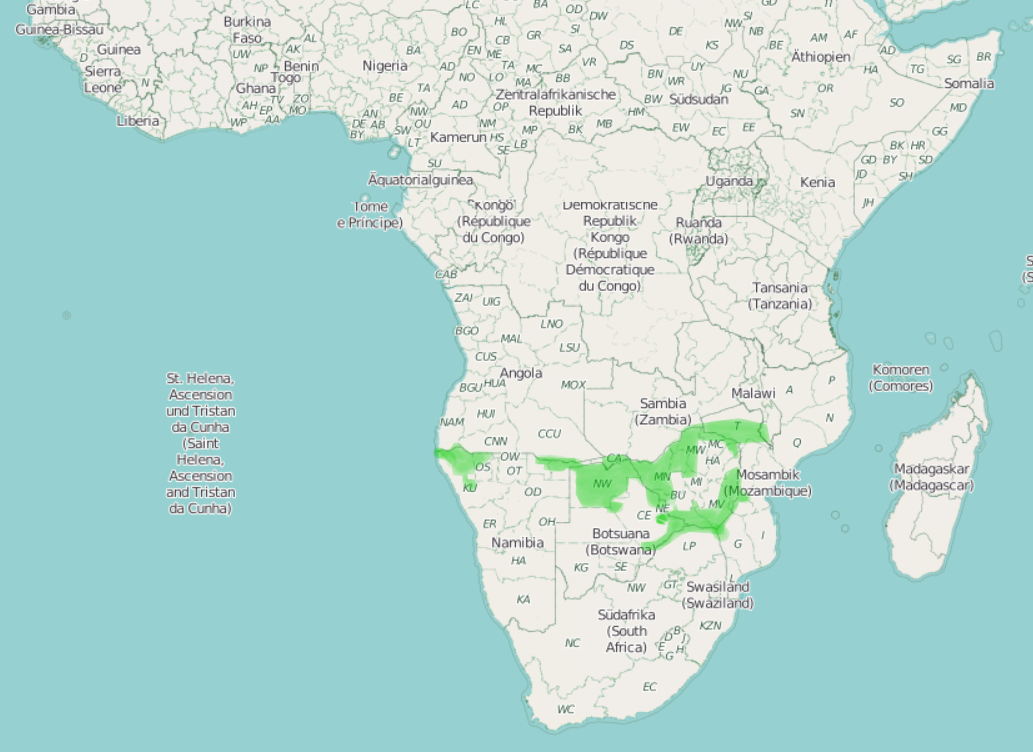
Verbreitungsgebiet Lamprotornis mevesii

Der Mevesglanzstar bevorzugt Gebiete in Flusstälern, die saisonal überflutet werden und vereinzelt stehende Bäume aufweisen, oder offen bewaldetes Gebiet in höher gelegenen übersichtlichen Regionen mit sandigem Boden und wenig Bodenbewuchs. Seine bevorzugten Bäume sind der Mopane (Colosphermum mopane), der Baobab (Adansonia digitata), der Anabaum (Faidherbia albida), der Ahnenbaum (Combretum imberbe) sowie die Akazien Vachellia xanthophloea und Vachellia tortilis.
Das Verbreitungsgebiet teilt sich im Wesentlichen in zwei Gebiete im südlichen Afrika auf: Ein kleineres Gebiet liegt im Grenzgebiet von Südwestangola und Nordwestnamibia. Das größere der Gebiete reicht vom Okavangodelta im Nordosten Namibias über Nordbotswana, Sambia und Simbabwe entlang des Sambesi und vielen anderen Flusstälern bis hinüber ins westliche Malawi sowie im östlichen Botswana, in Teilen von Westmosambik bis ins nordöstliche Südafrika (Nordlimpopo), wo er regional vorkommt.

## Lebensweise
Der Mevesglanzstar ernährt sich überwiegend von am Boden lebenden Insekten wie Käfern (Coleoptera), Termiten (Isoptera), Ameisen (Formicidae), Maulwurfsgrillen (Gryllotalpidae) und Blattflöhen (Psylloidea). Bei der Suche nach Insekten folgt er gerne großen Tieren wie dem Afrikanischen Elefanten, um Insekten, die durch diese aufgeschreckt wurden, zu fangen. Ergänzt wird seine Ernährung durch reife Früchte und Blumen, so unter anderem die des Anabaums und der Schakalbeere (Diospyros mespiliformis).
Der gesellige Vogel tritt sowohl als Paar und in kleinen Gruppen, als auch außerhalb der Brutzeit in größeren Schwärmen von bis zu 150 Vögeln auf. Er ist oft auch mit anderen Glanzstaren anzutreffen. Wenn er nicht am Boden nach Futter sucht, sitzt er gerne in großen Schatten spendenden Bäumen auf dem niedriger gelegenen Astwerk. Eine Besonderheit ist, dass Mevesglanzstare in Botswana, Sambia und Simbabwe auch gemeinschaftliche Schlafplätze in Dornengebüsch aufsuchen.

## Fortpflanzung
Das schüsselförmige Nest wird nur vom Weibchen gebaut und besteht aus Fasern und Zweigen, oft auf losem und verrottetem Holz. Der mutmaßlich monogame Mevesglanzstar legt dieses in der Regel in natürlichen Baumhöhlen an, üblicherweise zwischen 1 und 4 Meter Höhe. Es werden aber auch anthropogen geschaffene Nistplätze wie Zaunpfähle oder Ventilationsschächte genutzt. Die Nester werden meist über mehrere Jahre verwendet.
Die Brutzeiten liegen je nach Region sehr unterschiedlich in der Zeit zwischen November bis April, in der der Mevesglanzstar drei bis fünf Eier legt, die vom Weibchen etwa 18 Tage bebrütet werden. Die Juvenilen werden sowohl von beiden Elternteilen ernährt als auch von anderen zum Zeitpunkt nicht brütenden Helfern. und verlassen das Nest nach etwa 23 Tagen. Sie bleiben noch einige Wochen bei den Eltern und brüten zum ersten Mal nach etwa 11 Monaten.
Größere Greifvögel gelten als Feinde des Mevesglanzstars. Ferner liegen Berichte von mehreren Brutparasiten vor, die die Mevesglanzstare als Adoptiveltern nutzen. So sollen der Große Honiganzeiger (Indicator indicator) sowie der Häherkuckuck (Clamator glandarius) die Glanzstare als Wirtseltern nutzen.

## Bestand und Gefährdung
Gesicherte Angaben zur Größe des Weltbestandes gibt es nicht, die Art gilt jedoch im größten Teil ihres Verbreitungsgebietes als häufig und der Bestand als stabil. Der Mevesglanzstar wird von der IUCN daher als ungefährdet („least concern“) eingestuft. Die Zerstörung des Baumbestandes durch Elefanten wird jedoch als eine potentielle Bedrohung für diese aber auch andere Arten angesehen, da die Bäume als Brutplätze dienen.

## Systematik

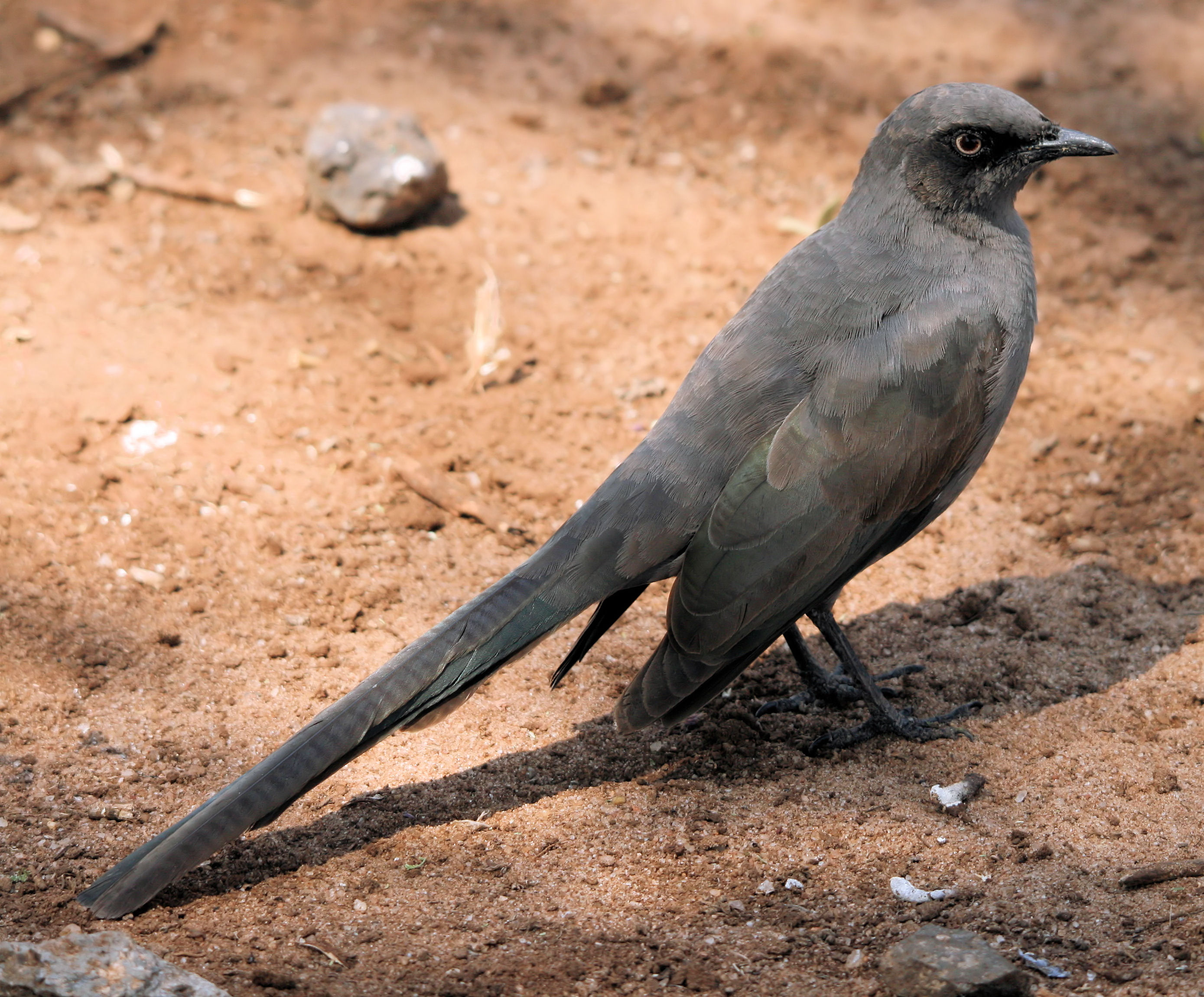
Der Grauglanzstar (Lamprotornis unicolor) ist die Schwesterart des Mevesglanzstars.

|  | Langschwanz-Glanzstar (Lamprotornis caudatus) |
|  |                                               |
|  | Schweifglanzstar (Lamprotornis purpuroptera)  |
|  |                                               |

|  | Mevesglanzstar (Lamprotornis mevesii) |
|  |                                       |
|  | Grauglanzstar (Lamprotornis unicolor) |
|  |                                       |

|  | Langschwanz-Glanzstar (Lamprotornis caudatus) |
|  |                                               |
|  | Schweifglanzstar (Lamprotornis purpuroptera)  |
|  |                                               |

|  | Mevesglanzstar (Lamprotornis mevesii) |
|  |                                       |
|  | Grauglanzstar (Lamprotornis unicolor) |
|  |                                       |

|  | Langschwanz-Glanzstar (Lamprotornis caudatus) |
|  |                                               |
|  | Schweifglanzstar (Lamprotornis purpuroptera)  |
|  |                                               |

|  | Mevesglanzstar (Lamprotornis mevesii) |
|  |                                       |
|  | Grauglanzstar (Lamprotornis unicolor) |
|  |                                       |

|  | Langschwanz-Glanzstar (Lamprotornis caudatus) |
|  |                                               |
|  | Schweifglanzstar (Lamprotornis purpuroptera)  |
|  |                                               |

|  | Mevesglanzstar (Lamprotornis mevesii) |
|  |                                       |
|  | Grauglanzstar (Lamprotornis unicolor) |
|  |                                       |

Der Mevesglanzstar steht innerhalb der Gattung Eigentliche Glanzstare (Lamprotornis) in einer direkten Verwandtschaftsgruppe mit vier weiteren Arten, die allesamt über sehr lange und fein gebänderte Schwänze verfügen. Die Schwesterart des Mevesglanzstars ist DNA-Analysen zufolge der Grauglanzstar (Lamprotornis unicolor) der näher mit ihm verwandt ist als die äußerlich sehr ähnlichen Langschwanz- und Schweifglanzstare.
Der Mevesglanzstar wird in drei Unterarten gegliedert:
- Lamprotornis mevesii mevesii (Wahlberg, 1856) – Südangola, Nordnamibia, Nordbotswana, Süd- und Ostsambia, Südmalawi, Tiefland Simbabwe, West- und Südwestmosambik sowie äußerster Nordosten Südafrikas (Nordlimpopo).
- Lamprotornis mevesii violacior Clancey, 1973 – Nordwestnamibia und Südwestangola;
- Lamprotornis mevesii benguelensis Shelley, 1906 – Südwestangola

Lamprotornis mevesii chalceus Amadon, 1956 wird heute als Synonym zu L. m. benguelensis betrachtet.
Johan August Wahlberg (1810–1856) widmete 1856 seine Beschreibungen zum Mevesglanzstar dem Ornithologen und Apotheker Friedrich Wilhelm Meves unter dem Protonym „Juida mevesii“.